# Зельцер, Вениамин Яковлевич
Вениамин Яковлевич Зельцер (род. 18 февраля 1927, Тея, Григориопольский район, Молдавская АССР) — молдавский советский учёный в области механизации виноградарства, доктор технических наук (1975).

## Биография
В 1950 году окончил Одесский политехнический институт. В 1950—1961 годах — на хозяйственной и педагогической работе в совхозе-техникуме имени М. В. Фрунзе в Тирасполе. С 1961 года — заведующий лабораторией Молдавского научно-исследовательского института виноградарства и виноделия (НИИВиВ), с 1978 года — заведующий отделом механизации Молдавского НИИВиВ (директор института А. Я. Гохберг). Кандидатскую диссертацию по теме «Исследование почвенного руля: определение возможности его применения при культивации на склоне» защитил в 1965 году (Кишинёвский сельскохозяйственный институт). Диссертацию доктора технических наук по теме «Обоснование и разработка средств террасирования и группы машин для ухода за виноградниками на склонах» защитил в 1975 году.
Автор научных трудов в области механизавии виноградарства и 30 изобретений по сельскохозяйственному машиностроению. Обосновал теорию и разработал конструкцию вертикальных фрез и террасирующих агрегатов, предложил способ деблокированного глубокого рыхления почвы. Под руководством В. Я. 3ельцера была разработана система машин и приспособлений для устройства шпалер, обработки почвы фрезерованием, внесения гербицидов, скашивания трав в залуженных междурядьях, защиты виноградников от морозов, глубокого внесения удобрений и ряда операций по уходу за виноградной школкой.

## Публикации
- Опыт механизации работ в садоводстве и виноградарстве совхоза-техникума им. Фрунзе. Кишинёв: Картя молдовеняскэ, 1963. — 67 с.
- Основы механизированного освоения склонов под виноградники (с П. В. Ивановым). Кишинёв: Картя молдовеняскэ, 1965. — 428 с.
- Механизация возделывания виноградников на террасах: методические материалы. Молдавский научно-исследовательский институт садоводства, виноградарства и виноделия. М.: Колос, 1967.
- Методы освоения склонов: Технология террасирования и комплексы машин (с П. А. Лукашевичем). Кишинёв: Картя молдовеняскэ, 1970. — 28 с.
- Механизация виноградарства (с П. П. Хмелевым и А. Е. Корючкиным). М.: Колос, 1971. — 320 с.
- Механизация возделывания винограда (с И. Ф. Хэбэшеску). Кишинёв: Картя молдовеняскэ, 1981.
- Состояние и перспективы механизации виноградарства Молдавии. Кишинёв: МолдНИИНТИ, 1985. — 65 с.
- Основы механизированного освоения склонов под виноградники (с П. В. Ивановым). Второе издание. Кишинёв: Штиинца, 1992.